# Germarostes globosus
Germarostes globosus là một loài bọ cánh cứng trong họ Hybosoridae. Loài này được Say miêu tả khoa học năm 1835.